# Intervention militaire chinoise au Xinjiang
L’Intervention militaire chinoise au Xinjiang est une guerre qui opposa, à la fin de la guerre civile chinoise (1927-1950), la république populaire de Chine à la république de Chine et la Seconde République du Turkestan oriental (État créé en 1944 sur une partie du Nord du Xinjiang par le seigneur de la guerre nationaliste chinois Sheng Shicai et soutenu par l'Union soviétique, composé principalement de Ouïghours, Kazakhs et Mongols dzoungars) en 1949. À la mi-octobre les troupes de l'Armée populaire de libération (APL) sont entrées au sud du Xinjiang, et ont rencontré un mouvement de résistance mené par le Ouïghour Yulbars Khan, un général du Kuomintang (KMT), parti gouvernant la république de Chine. Par ailleurs, la rébellion kazakhe menée par Osman Batur, de la République du Turkestan oriental, allié au Kuomintang et à la République de Chine, perdurera jusqu'en 1954,.
Selon le gouvernement de la république populaire de Chine (RPC), la Seconde République du Turkestan oriental (2e RTO) instaurée était le résultat d'une révolution du Xinjiang. Le Turkestan oriental aurait en contrepartie laissé accéder et accueilli l'APL lorsqu'elle est entrée au Xinjiang, un processus connu en Chine sous le nom de Libération pacifique du Xinjiang (chinois simplifié : 新疆和平解放). Cependant les indépendantistes considèrent la 2e RTO comme un effort pour établir un État vassal du gouvernement chinois, et l'entrée de l'APL subséquente comme une invasion[Quoi ?].
En août 1949, les dirigeants de la 2e RTO Exmetjan Qasim, Abdulkerim Abbas (en), Ishaq Beg Munonov (en), Luo Zhi (en) et Delilhan Sugurbayev ont pris l'avion pour aller à la rencontre des dirigeants communistes chinois, mais ils sont morts dans un accident mystérieux. Leurs morts furent cachées jusqu'à ce que l'APL contrôle le nord du Xinjiang. Selon le think tank américain GlobalSecurity.org Aysa Beg s'est enfui en Turquie[Qui ?].
Selon le Eastern Turkestan Information Bulletin, l'occupation de Turkestan oriental par les Chinois du parti communiste a commencé le 13 octobre.
La RPC garantit une autonomie à la région, qui a été établie le 1er octobre 1955, remplaçant le gouvernement séparatiste de la 2e RTO. 
Entre 1949 et 2000, le nombre de Han a augmenté d'environ 200 000 à 7,49 millions selon le recensement chinois.